# Junonia hecate
Junonia hecate är en fjärilsart som beskrevs av Henry Trimen 1862. Junonia hecate ingår i släktet Junonia och familjen praktfjärilar. Inga underarter finns listade i Catalogue of Life.